# 核磁気モーメント
核磁気モーメント（かくじきモーメント、英: Nuclear magnetic moment）は、原子核の磁気モーメントであり、陽子および中性子のスピンから生じる。主に磁気双極子モーメントであり、四極子モーメントは超微細構造において同様に小さなシフトを起こす。
核磁気モーメントは元素の同位体によって異なる。陽子と中性子の数が共に偶数の場合にのみ核磁気モーメントはゼロとなる。

## 殻模型
殻模型によれば、陽子あるいは中性子は逆の全角運動量の対を形成する。ゆえに、陽子および中性子の数が共に偶数である核の磁気モーメントはゼロであるが、奇数の陽子と偶数の中性子（あるいはその逆）を持つ核の磁気モーメントは残った不対陽子（あるいは中性子）の磁気モーメントとなる。陽子と中性子がどちらも奇数である核は、全磁気モーメントは残った不対陽子と不対中性子の磁気モーメントの組み合わせとなる。
核磁気モーメントは、殻模型の単純な型では部分的にしか予測できない。磁気モーメントは、残った核子のj、l、sによって計算されるが、核は明確に定義されたlおよびsの状態にはない。さらに、重水素のように陽子と中性子が共に奇数の核については、2つの「残った」核子を考慮しなければならない。ゆえに、核磁気モーメントには複数の可能な解（それぞれの可能なlおよびs状態の組み合わせ）が存在し、核の実際の状態はそれらの重ね合わせである。ゆえに、実際の（観測される）核磁気モーメントは可能な解の間のどこかにある。

## g因子
g(l)およびg(s)の値は核子のg因子として知られている。
中性子と陽子のg(l)の観測値はそれらの電荷と比例している。ゆえに、核磁子単位で、中性子のg(l) = 0、陽子のg(l) = 1である。
中性子と陽子のg(s)の観測値は、それらの磁気モーメント（中性子磁気モーメントあるいは陽子磁気モーメント）の2倍である。核磁子単位で、中性子のg(s) = −3.8263、陽子のg(s) = 5.5858である。

## 磁気モーメントの計算
殻模型では、全角運動量j、軌道角運動量l、スピンsの核子の磁気モーメントは以下の式で与えられる。
{\displaystyle \mu =\langle (l,s),j,m_{j}=j|\mu _{z}|(l,s),j,m_{j}=j\rangle }
全角運動量jの射影を取ると、以下の式を得る。
{\displaystyle \mu =\langle (l,s),j,m_{j}=j|{\overrightarrow {\mu }}\cdot {\overrightarrow {j}}|(l,s),j,m_{j}=j\rangle {\frac {\langle (l,s)j,m_{j}=j|j_{z}|(l,s)j,m_{j}=j\rangle }{\langle (l,s)j,m_{j}=j|{\overrightarrow {j}}\cdot {\overrightarrow {j}}|(l,s)j,m_{j}=j\rangle }}}
{\displaystyle ={1 \over (j+1)}\langle (l,s),j,m_{j}=j|{\overrightarrow {\mu }}\cdot {\overrightarrow {j}}|(l,s),j,m_{j}=j\rangle }
{\displaystyle {\overrightarrow {\mu }}}は異なる計数g(l)およびg(s)を持つ軌道角運動量およびスピンの両方からの寄与がある。:{\displaystyle {\overrightarrow {\mu }}=g^{(l)}{\overrightarrow {l}}+g^{(s)}{\overrightarrow {s}}}
これを上式に代入し
{\displaystyle {\overrightarrow {l}}\cdot {\overrightarrow {j}}={1 \over 2}\left({\overrightarrow {j}}\cdot {\overrightarrow {j}}+{\overrightarrow {l}}\cdot {\overrightarrow {l}}-{\overrightarrow {s}}\cdot {\overrightarrow {s}}\right)}
{\displaystyle {\overrightarrow {s}}\cdot {\overrightarrow {j}}={1 \over 2}\left({\overrightarrow {j}}\cdot {\overrightarrow {j}}-{\overrightarrow {l}}\cdot {\overrightarrow {l}}+{\overrightarrow {s}}\cdot {\overrightarrow {s}}\right)}
と書き直すと
{\displaystyle \mu ={1 \over (j+1)}\langle (l,s),j,m_{j}=j|(g^{(l)}{1 \over 2}\left({\overrightarrow {j}}\cdot {\overrightarrow {j}}+{\overrightarrow {l}}\cdot {\overrightarrow {l}}-{\overrightarrow {s}}\cdot {\overrightarrow {s}}\right)+g^{(s)}{1 \over 2}\left({\overrightarrow {j}}\cdot {\overrightarrow {j}}-{\overrightarrow {l}}\cdot {\overrightarrow {l}}+{\overrightarrow {s}}\cdot {\overrightarrow {s}}\right)|(l,s),j,m_{j}=j\rangle }
{\displaystyle ={1 \over (j+1)}\left(g^{(l)}{1 \over 2}\left(j(j+1)+l(l+1)-s(s+1)\right)+g^{(s)}{1 \over 2}\left(j(j+1)-l(l+1)+s(s+1)\right)\right)}
となる。
s =1/2の核子について、{\displaystyle j=l+1/2}では
{\displaystyle \mu _{j}=g^{(l)}l+{1 \over 2}g^{(s)}}
{\displaystyle j=l-1/2}では、
{\displaystyle \mu _{j}={j \over j+1}\left(g^{(l)}(l+1)-{1 \over 2}g^{(s)}\right)}